# 니냐 니뇨
《니냐 니뇨》(스페인어: Niña Niño)는 2021년 방영된 필리핀의 드라마이다.